# Alpagut, Mihalgazi
Alpagut là một thị trấn thuộc huyện Mihalgazi, tỉnh Eskişehir, Thổ Nhĩ Kỳ. Dân số thời điểm năm 2011 là 861 người.